# Lista över fornlämningar i Kungsbacka kommun (Landa)
Lista över fornlämningar i Kungsbacka kommun (Landa) är en förteckning av ett urval av de fornlämningar som finns i Landa i Kungsbacka kommun.
| Namn                       | Lämningstyp  | Tillkomsttid | Historisk indelning | Plats | Läge                 | ID-nr          | Bild                                 |
| -------------------------- | ------------ | ------------ | ------------------- | ----- | -------------------- | -------------- | ------------------------------------ |
| Landa 3:1                  | Röse         |              | Landa, Halland      |       | 57.334769, 12.189757 | 10147500030001 | Ladda upp en bild av detta fornminne |
| Landa 4:1                  | Röse         |              | Landa, Halland      |       | 57.337295, 12.155635 | 10147500040001 | Ladda upp en bild av detta fornminne |
| Landa 4:2                  | Stensättning |              | Landa, Halland      |       | 57.337511, 12.156104 | 10147500040002 | Ladda upp en bild av detta fornminne |
| Landa 4:3                  | Gravfält     |              | Landa, Halland      |       | 57.337089, 12.156317 | 10147500040003 | Ladda upp en bild av detta fornminne |
| Landa 5:1                  | Stensättning |              | Landa, Halland      |       | 57.319420, 12.154777 | 10147500050001 | Ladda upp en bild av detta fornminne |
| Landa 6:1                  | Stensättning |              | Landa, Halland      |       | 57.338154, 12.160802 | 10147500060001 | Ladda upp en bild av detta fornminne |
| Landa 6:2                  | Stensättning |              | Landa, Halland      |       | 57.338202, 12.160499 | 10147500060002 | Ladda upp en bild av detta fornminne |
| Landa 6:3                  | Stensättning |              | Landa, Halland      |       | 57.338310, 12.160695 | 10147500060003 | Ladda upp en bild av detta fornminne |
| Landa 6:4                  | Röse         |              | Landa, Halland      |       | 57.338326, 12.160215 | 10147500060004 | Ladda upp en bild av detta fornminne |
| Landa 6:5                  | Stensättning |              | Landa, Halland      |       | 57.338318, 12.159946 | 10147500060005 | Ladda upp en bild av detta fornminne |
| Landa 6:6                  | Stensättning |              | Landa, Halland      |       | 57.338841, 12.159520 | 10147500060006 | Ladda upp en bild av detta fornminne |
| Landa 6:7                  | Stensättning |              | Landa, Halland      |       | 57.338954, 12.159642 | 10147500060007 | Ladda upp en bild av detta fornminne |
| Landa 6:8                  | Stensättning |              | Landa, Halland      |       | 57.339011, 12.159883 | 10147500060008 | Ladda upp en bild av detta fornminne |
| Landa 7:1                  | Stensättning |              | Landa, Halland      |       | 57.347397, 12.159531 | 10147500070001 | Ladda upp en bild av detta fornminne |
| Landa 7:2                  | Stensättning |              | Landa, Halland      |       | 57.347111, 12.158746 | 10147500070002 | Ladda upp en bild av detta fornminne |
| Landa 8:1                  | Stensättning |              | Landa, Halland      |       | 57.348163, 12.159900 | 10147500080001 | Ladda upp en bild av detta fornminne |
| Könne rös (Landa 9:1)      | Röse         |              | Landa, Halland      |       | 57.357491, 12.178660 | 10147500090001 | Ladda upp en bild av detta fornminne |
| Landa 10:1                 | Röse         |              | Landa, Halland      |       | 57.351823, 12.207142 | 10147500100001 | Ladda upp en bild av detta fornminne |
| Landa 11:1                 | Röse         |              | Landa, Halland      |       | 57.342585, 12.200736 | 10147500110001 | Ladda upp en bild av detta fornminne |
| Landa 12:1                 | Röse         |              | Landa, Halland      |       | 57.342053, 12.194631 | 10147500120001 | Ladda upp en bild av detta fornminne |
| Landa 13:1                 | Stensättning |              | Landa, Halland      |       | 57.339647, 12.195225 | 10147500130001 | Ladda upp en bild av detta fornminne |
| Landa 14:1                 | Stensättning |              | Landa, Halland      |       | 57.336975, 12.192120 | 10147500140001 | Ladda upp en bild av detta fornminne |
| Landa 15:1                 | Stensättning |              | Landa, Halland      |       | 57.337852, 12.187198 | 10147500150001 | Ladda upp en bild av detta fornminne |
| Landa 16:1                 | Stensättning |              | Landa, Halland      |       | 57.340710, 12.155153 | 10147500160001 | Ladda upp en bild av detta fornminne |
| Landa 16:2                 | Stensättning |              | Landa, Halland      |       | 57.340645, 12.155368 | 10147500160002 | Ladda upp en bild av detta fornminne |
| Könne rös. (Landa 17:1)    | Stensättning |              | Landa, Halland      |       | 57.340746, 12.157793 | 10147500170001 | Ladda upp en bild av detta fornminne |
| Knippla kulle (Landa 18:1) | Fornborg     |              | Landa, Halland      |       | 57.333887, 12.194979 | 10147500180001 | Ladda upp en bild av detta fornminne |
| Landa 19:1                 | Stensättning |              | Landa, Halland      |       | 57.336512, 12.194704 | 10147500190001 | Ladda upp en bild av detta fornminne |
| Landa 20:1                 | Röse         |              | Landa, Halland      |       | 57.339440, 12.198763 | 10147500200001 | Ladda upp en bild av detta fornminne |
| Landa 21:1                 | Stensättning |              | Landa, Halland      |       | 57.336045, 12.184690 | 10147500210001 | Ladda upp en bild av detta fornminne |
| Landa 22:1                 | Stensättning |              | Landa, Halland      |       | 57.323845, 12.166630 | 10147500220001 | Ladda upp en bild av detta fornminne |
| Landa 23:1                 | Stensättning |              | Landa, Halland      |       | 57.325051, 12.164875 | 10147500230001 | Ladda upp en bild av detta fornminne |
| Landa 24:1                 | Röse         |              | Landa, Halland      |       | 57.323392, 12.159118 | 10147500240001 | Ladda upp en bild av detta fornminne |
| Landa 25:1                 | Röse         |              | Landa, Halland      |       | 57.322909, 12.159937 | 10147500250001 | Ladda upp en bild av detta fornminne |
| Landa 27:1                 | Hög          |              | Landa, Halland      |       | 57.334134, 12.162354 | 10147500270001 | Ladda upp en bild av detta fornminne |
| Landa 28:1                 | Stensättning |              | Landa, Halland      |       | 57.334074, 12.160714 | 10147500280001 | Ladda upp en bild av detta fornminne |
| Landa 28:2                 | Stensättning |              | Landa, Halland      |       | 57.333759, 12.160769 | 10147500280002 | Ladda upp en bild av detta fornminne |
| Landa 28:3                 | Stensättning |              | Landa, Halland      |       | 57.334217, 12.160687 | 10147500280003 | Ladda upp en bild av detta fornminne |
| Landa 29:1                 | Röse         |              | Landa, Halland      |       | 57.333133, 12.157790 | 10147500290001 | Ladda upp en bild av detta fornminne |
| Landa 29:2                 | Stensättning |              | Landa, Halland      |       | 57.332721, 12.156929 | 10147500290002 | Ladda upp en bild av detta fornminne |
| Landa 30:1                 | Stensättning |              | Landa, Halland      |       | 57.334126, 12.164389 | 10147500300001 | Ladda upp en bild av detta fornminne |
| Landa 31:1                 | Stensättning |              | Landa, Halland      |       | 57.329710, 12.171848 | 10147500310001 | Ladda upp en bild av detta fornminne |
| Landa 31:2                 | Stensättning |              | Landa, Halland      |       | 57.329601, 12.172007 | 10147500310002 | Ladda upp en bild av detta fornminne |
| Landa 33:1                 | Stensättning |              | Landa, Halland      |       | 57.334159, 12.169996 | 10147500330001 | Ladda upp en bild av detta fornminne |
| Landa 34:1                 | Stensättning |              | Landa, Halland      |       | 57.339783, 12.180020 | 10147500340001 | Ladda upp en bild av detta fornminne |
| Landa 35:2                 | Stensättning |              | Landa, Halland      |       | 57.335695, 12.165219 | 10147500350002 | Ladda upp en bild av detta fornminne |
| Landa 36:1                 | Stensättning |              | Landa, Halland      |       | 57.334925, 12.164994 | 10147500360001 | Ladda upp en bild av detta fornminne |
| Landa 37:1                 | Röse         |              | Landa, Halland      |       | 57.364171, 12.187438 | 10147500370001 | Ladda upp en bild av detta fornminne |
| Landa 40:1                 | Röse         |              | Landa, Halland      |       | 57.365951, 12.221416 | 10147500400001 | Ladda upp en bild av detta fornminne |
| Landa 41:1                 | Stensättning |              | Landa, Halland      |       | 57.336402, 12.148277 | 10147500410001 | Ladda upp en bild av detta fornminne |
| Landa 43:1                 | Stensättning |              | Landa, Halland      |       | 57.330856, 12.135102 | 10147500430001 | Ladda upp en bild av detta fornminne |
| Landa 45:1                 | Stensättning |              | Landa, Halland      |       | 57.331556, 12.135987 | 10147500450001 | Ladda upp en bild av detta fornminne |
| Landa 46:1                 | Stensättning |              | Landa, Halland      |       | 57.338904, 12.152835 | 10147500460001 | Ladda upp en bild av detta fornminne |
| Landa 47:1                 | Hög          |              | Landa, Halland      |       | 57.326380, 12.175362 | 10147500470001 | Ladda upp en bild av detta fornminne |
| Landa 59:1                 | Stensättning |              | Landa, Halland      |       | 57.357064, 12.191157 | 10147500590001 | Ladda upp en bild av detta fornminne |
| Landa 61:1                 | Stensättning |              | Landa, Halland      |       | 57.355971, 12.192819 | 10147500610001 | Ladda upp en bild av detta fornminne |
| Landa 62:1                 | Stensättning |              | Landa, Halland      |       | 57.356434, 12.192525 | 10147500620001 | Ladda upp en bild av detta fornminne |